# CGC Viareggio 2024-2025
Questa voce raccoglie le informazioni riguardanti del CGC Viareggio nelle competizioni ufficiali della stagione 2024-2025.

## Stagione
Quarantaduesima stagione di massima serie, A1. Il nuovo allenatore è Alessandro Cupisti, ma è un ritorno dopo 14 anni.Esordio invece come Direttore Sportivo per Nicola Palagi, ex capitano e bandiera.
Nel girone di andata, i bianconeri raccolgono 16 punti e sfiorano l'accesso alla Coppa Italia per un punto, classificandosi al nono posto. Mentre nel girone di ritorno il CGC Viareggio ha una flessione e conquista solo otto punti. Arriva comunque la meritata salvezza (10 posto a pari merito con il Grosseto, ma prevalgono i bianconeri per gli scontri diretti nella classifica avulsa).
Nei due incontri del primo turno (preliminare) play-off contro il Sarzana (settimo) prevale l'equilibrio: 3-3 e 2-2. Il CGC Viareggio viene eliminato per la peggior classifica, nonostante due grandi prestazioni bianconere.
Nella finalina per l'accesso alla Coppa WSE perde entrambe le gare contro il Monza (3-2, 7-3), confermando il 10 posto.

## Maglie e sponsor
Lo sponsor principale per la stagione 2024-2025 è Gb Mec cantieristica navale.
La divisa è firmata da Mapsport. Luca Bertozzi, maestro del Carnevale di Viareggio, ha disegnato la maglia.
Lo sponsor tecnico per la stagione 2024-2025 è Kumbre Italia. 
| 1ª divisa | 2ª divisa |

## Organigramma societario
- Presidente: Alessandro Palagi
- Vicepresidente: Renzo Pardini, Libero Guizzardi
- Consiglieri: Roberto Puccinelli
- Dirigente Accompagnatore: Massimiliano Malfatti
- Direttore sportivo: Nicola Palagi
- Segretario: Massimo Barozzi
- Addetto stampa: Cristiano Martini

## Organico

### Giocatori
| N° | Naz.                 | Ruolo | Sportivo           |  |  |  |
| -- | -------------------- | ----- | ------------------ |  |  |  |
| 99 | Italia (bandiera)    | E     | Gregorio Antonini  |  |  |  |
| 21 | Argentina (bandiera) | E     | Federico Mura      |  |  |  |
| 5  | Italia (bandiera)    | E     | Niccolò Puccinelli |  |  |  |
| 37 | Italia (bandiera)    | E     | Alex Raffaelli     |  |  |  |
| 7  | Italia (bandiera)    | E     | Liam Rosi          |  |  |  |
| 94 | Italia (bandiera)    | P     | Emiliano Torre     |  |  |  |
| 11 | Italia (bandiera)    | E     | Romeo D'Anna       |  |  |  |
| 17 | Argentina (bandiera) | P     | Pablo Gomez        |  |  |  |
| 9  | Italia (bandiera)    | E     | Samuele Muglia     |  |  |  |
| 8  | Italia (bandiera)    | E     | Elia Cinquini      |  |  |  |
| 1  | Italia (bandiera)    | E     | Luca Lombardi      |  |  |  |

### Staff tecnico
- Allenatore:  Alessandro Cupisti
- Allenatore in seconda:
- Direttore Sportivo:  Nicola Palagi
- Preparatore atletico: Andrea Bemi, Carlo Giordano
- Medico sociale: Dott. Michele Gemignani
- Massaggiatore: Alessandro Bertola
- Meccanico: Alberto Fortuna

## Mercato
| Acquisti | Acquisti      | Acquisti            | Acquisti | Acquisti |
| R.       | Nome          | da                  |          |          |
| -------- | ------------- | ------------------- | -------- | -------- |
| E        | Luca Lombardi | Montebello          |          |          |
| E        | Elia Cinquini | Forte dei Marmi     |          |          |
| E        | Federico Mura | AFP Giovinazzo Pol. |          |          |

| E |
| E |
| E |